# L'Amour à quatre mains
Pour plus de détails, voir Fiche technique et Distribution.
L’Amour à quatre mains (Loving Couples) est un film américain réalisé par Jack Smight et sorti en 1980.

## Synopsis
L’échangisme sur le ton de la comédie. Evelyn et Walter, des quinquagénaires, font respectivement la connaissance de Greg et Stéphanie, un couple de jeunes gens. Ils s’engagent dans des relations amoureuses extraconjugales et la situation devient complexe lorsqu’ils se retrouvent ensemble en week-end à Acapulco.

## Fiche technique
- Titre : L’Amour à quatre mains
- Titre original : Loving Couples
- Réalisation : Jack Smight
- Scénario : Martin Donovan
- Musique : Fred Karlin
- Chansons : 
  - And So It Begins, paroles de Norman Gimbel et musique de Fred Karlin, interprétée par Syreeta Wright
  - I'll Make It with Your Love, paroles de Norman Gimbel et musique de Fred Karlin, interprétée par Billy Preston
  - Take Me Away, paroles de Dean Pitchford et musique de Fred Karlin, interprétée par The Temptations
  - There's More Where That Came From, paroles de Dean Pitchford et musique de Fred Karlin, interprétée par The Temptations
  - Turn Up the Music, paroles de Dean Pitchford et musique de Fred Karlin, interprétée par Syreeta Wright
  - Bass Odyssey, paroles et musique de Gregory Wright, interprétée par Jermaine Jackson
- Direction de la photographie : Philip H. Lathrop
- Décors : Bill Harp, David Moll
- Costumes : Theoni V. Aldredge, Arnold Scaasi
- Montage : Frank J. Urioste
- Pays d'origine :  États-Unis
- Langue de tournage : anglais
- Producteurs : David Susskind, Renée Valente
- Société de production : Time Life Films
- Société de distribution : Twentieth Century Fox
- Format : couleur par Metrocolor — son stéréophonique — 35 mm
- Genre : comédie
- Durée : 97 min
- Date de sortie : 4 septembre 1980 au Festival international du film de Toronto  Canada

## Distribution
- Shirley MacLaine : Evelyn
- James Coburn : Walter
- Susan Sarandon : Stephanie
- Stephen Collins : Greg
- Sally Kellerman : Madame Liggett